# ژوانین (بازیکن فوتبال، زاده ۱۹۴۰)
ژوانین (انگلیسی: Juanín; ۲۲ مهٔ ۱۹۴۰ – ۲۶ مارس ۲۰۱۳) بازیکن فوتبال اهل اسپانیا بود.
از باشگاه‌هایی که در آن بازی کرده‌است می‌توان به باشگاه فوتبال کوردوبا و باشگاه فوتبال رئال بتیس اشاره کرد.